# Phyciodes pulchella
Espèce
Phyciodes pulchella est une espèce d'insectes lépidoptères (papillons) de la famille des Nymphalidae, de la sous-famille des Nymphalinae et du genre Phyciodes.

## Dénomination
Phyciodes pulchella a été nommé par Jean-Baptiste Alphonse Dechauffour de Boisduval en 1852.
Synonyme : Melitaea pulchella Boisduval, 1852.

### Sous-espèces
- Phyciodes pulchera pulchella qui, pour certains auteurs, est une espèce à part entière, Phyciodes pratensis Behr, 1863[2].
- Phyciodes pulchella camillus Edwards, 1871 au Colorado et  en Californie.
- Phyciodes pulchella deltarufa Scott, 1998
- Phyciodes pulchella montana (Behr, 1863) en Californie.
- Phyciodes pulchella owimba Scott, 1998
- Phyciodes pulchella shoshoni Scott, 1994
- Phyciodes pulchella tutchone Scott, 1994
- Phyciodes pulchella vallis Austin, 1998

### Noms vernaculaires
Phyciodes pulchella se nomme Field Crescent en anglais.

## Description
Phyciodes pulchella est un papillon à damiers orange et noir. Sur le dessus les ailes présentent une bordure marron contenant une ligne de chevrons clairs, puis une ligne de grands damiers jaune orangé alors que l'aire basale comporte plus de damiers marron noir.
Le revers est plus clair, avec une ligne submarginale de chevrons blancs argentés, des antérieures à damiers jaunes, orangés et marron et des postérieures avec des limites discrètes formant des damiers ocre clair, sable et argentés.
Son envergure est comprise entre 25 et 45 mm.

## Biologie

### Période de vol et hivernation
Phyciodes pulchella hiverne au stade de chenille.

### Plantes hôtes
Les plantes hôtes des chenilles sont des asters.

## Écologie et distribution
Il est présent dans tout l'ouest de l'Amérique du Nord, du centre de l'Alaska et du nord-ouest du Canada à tout l'ouest des États-Unis  jusqu'au sud de la Californie, de l'Arizona et du Nouveau-Mexique.

### Biotope
Il réside dans les clairières, les champs, sur les bords des routes.

### Protection
Pas de statut de protection particulier.

### Liens taxonomiques
- (en) Tree of Life Web Project : Phyciodes pulchella
- (en) Catalogue of Life : Phyciodes pulchella Boisduval 1852
- (fr + en) ITIS : Phyciodes pulchella  (Boisduval, 1852)
- (en) NCBI : Phyciodes pulchella (taxons inclus)